# С́
С́, с́ («Сє») — кирилична літера, утворена від С з додаванням акута (не плутати з латинською літерою Ć), двадцять третя літера чорногорського алфавіту, де вона передає беззвучний альвеоло-піднебінний шибучий /ɕ/.
Літера відповідає латинському Ś, і його не слід плутати з латинським Ć, що представляє беззвучний альвеоло-піднебінний африкат / t͡ɕ / (звук Ћ)

## Обчислювальні коди
Будучи відносно недавньою літерою, якої немає в жодному застарілому 8-бітному кодуванні кирилицею, буква С́ також не представлена безпосередньо складним символом в Unicode; вона складена з С + ◌́ (U + 0301).
| Символ                      | С                          | С                          | с                        | с                        | ́                       | ́                       |
| --------------------------- | -------------------------- | -------------------------- | ------------------------ | ------------------------ | ---------------------- | ---------------------- |
| Unicode name                | CYRILLIC CAPITAL LETTER ES | CYRILLIC CAPITAL LETTER ES | CYRILLIC SMALL LETTER ES | CYRILLIC SMALL LETTER ES | COMBINING ACUTE ACCENT | COMBINING ACUTE ACCENT |
| Encodings                   | decimal                    | hex                        | decimal                  | hex                      | decimal                | hex                    |
| Unicode                     | 1057                       | U+0421                     | 1089                     | U+0441                   | 769                    | U+0301                 |
| UTF-8                       | 208 161                    | D0 A1                      | 209 129                  | D1 81                    | 204 129                | CC 81                  |
| Числове позначення символів | &#1057;                    | &#x421;                    | &#1089;                  | &#x441;                  | &#769;                 | &#x301;                |